# 포르테데이마르미
포르테데이마르미(이탈리아어: Forte dei Marmi)는 이탈리아 토스카나주 루카도에 있는 코무네이자 해안가 마을이다. 1993년부터 2013년까지 벨기에의 왕비였던 벨기에 왕비 파올라가 태어난 곳이다.
관광업은 포르테데이마르미 시민들의 주요 생업 수단이다. 이곳의 인구는 7,700명 정도로 추정되며, 여름 시기에는 피렌체, 밀라노, 독일, 러시아에서 온 수 백명의 인구로 인해 세 배 가까이 늘어난다. 포르테데이마르미는 이탈리아 상류층들이 방문하는 주요 관광지 중 한 곳이기도 하다.
도시에는 고대 로마군의 전략적 계획과 관련된 유물인 늪지에 지어진 문이 있다.
이탈리아어로 포르테데이마르미 (Forte dei Marmi)는 "대리석의 요새"라는 뜻이다. 이 마을은 주 광장의 중심지에는 이곳의 이름이 붙여진 요새가 있는데, 이것은 1788년에 신성 로마 제국 황제 레오폴트 2세가 되는 토스카나 대공 레오폴도가 지은 것이다. 이 요새는 외부로의 침입으로부터 해안가를 막기 위해 지어졌고 19-20세기에 이곳은 대리석이 알피 아푸아네 (카라라의 유명한 대리석이 나오는 곳과 같은 산)에서 채석한 대리석을 선적을 위해 부두에 보내지는 장소가 되었다.

## 역사
로마인들은 베르실리아에 정착했다. 로마군이 기원전 2세기에 푸블리우스 코르넬리우스 케테구스와 마르쿠스 바이비우스 탐필루스 두 유능한 프로콘술들의 지휘하에서 리구리아인들을 상대로 승리를 거뒀다. 이 지역 일대는 루니와 루카에서 온 이들을 위한 새로운 식민지로서 만들어져 백개 단위로 나뉘었다. 은광과 철광이 개발되어 경제적으로 부유한 곳이 되었다. 퀘르체타 (Querceta, 세라베차)와 바이아나 (Vaiana) 지역 사이에 있던 포르테데이마르미는 로마 시대의 센투리아티온 지역인 중심지 중 한 곳을 대표하는 도로 지역에 위치해있다 (이 도로는 나중에 "비아 델레 모르두레" [Via delle mordure]라고 불렀고, 오늘날까지 이 이름을 지니고 있다).

## 자매 도시
- 벨기에 에테르베크